# Laura Wilkinson
Laura Wilkinson, född den 17 november 1977 i Houston, är en amerikansk simhoppare.
Hon tog OS-guld i synkroniserade högahopp i samband med de olympiska simhoppstävlingarna 2000 i Sydney.